# Hans Krol
Johannes Lambertus Petrus Maria (Hans) Krol (Nederhorst den Berg, 18 mei 1943) is een Nederlands bibliothecaris en historicus.

## Biografie
Van 1970 tot 1972 was Krol hoofd studieafdeling van de openbare bibliotheek in Tilburg. Tevens was hij docent bibliografie aan de Bibliotheek- en Documentatieacademie in Tilburg. Hierop vervolgde hij tot vroegpensionering in 2003 zijn carrière als directeur van de gemeentelijke openbare bibliotheek Heemstede.

## Activiteiten
Krol organiseerde het poëziefestival 'Verborgen Dichters in Heemstede' van 1983 tot 2002. Hij was ruim 25 jaar actief binnen Historische Vereniging Heemstede-Bennebroek (HVHB), voorheen Vereniging Oud Heemstede-Bennebroek genaamd.
Hij publiceerde zo'n 30 boeken en ruim 200 artikelen, waaronder in tijdschrift HeerlijkHeden.
Sinds 1967 verzamelt Kroll librariana, zoals boekenkisten, ex-libris, bladwijzers, gedenkpenningen, bibliotheken op postzegels, telefoonkaarten e.d., miniatuurmodellen van bibliobussen en afbeeldingen van bibliotheek- en archiefgebouwen.

## Eerbewijzen
- 2022: eenmalige oeuvreprijs bij het 75-jarig jubileum van de Historische Vereniging Heemstede Bennebroek
- 2018: oorkonde nominatie erfgoedprijs voor de internetsite 'Librariana' van de Historische Vereniging Heemstede-Bennebroek
- 2009: Merlet-trofee van Rotary-Heemstede
- 2005: erelidmaatschap Vereniging Oud Heemstede-Bennebroek (= Historische Vereniging Heemstede-Bennebroek)
- 2003: ridder in de Orde van Oranje-Nassau
- 2000: Minerva-cultuurprijs van de Heemsteedse Kunstkring
- 1994: Zilveren boekenlegger, (Het Beschreven Blad, Willem Snitker)
- 1972: eremedaille 'Lernen, lernen und nochmals leren' in het kader van het Internationaal Jaar van het Boek van de Deutsche Staatsbibliothek in Berlijn

## Website
- Librariana. Een weblog gewijd aan bibliotheken, boeken en verzamelen alsmede aan historisch Heemstede en Zuid-Kennemerland